# Suwayr (huyện)
Huyện Suwayr là một huyện thuộc tỉnh Amran, Yemen. Đến thời điểm năm 2003, huyện này có dân số 20854 người